# Тензометр

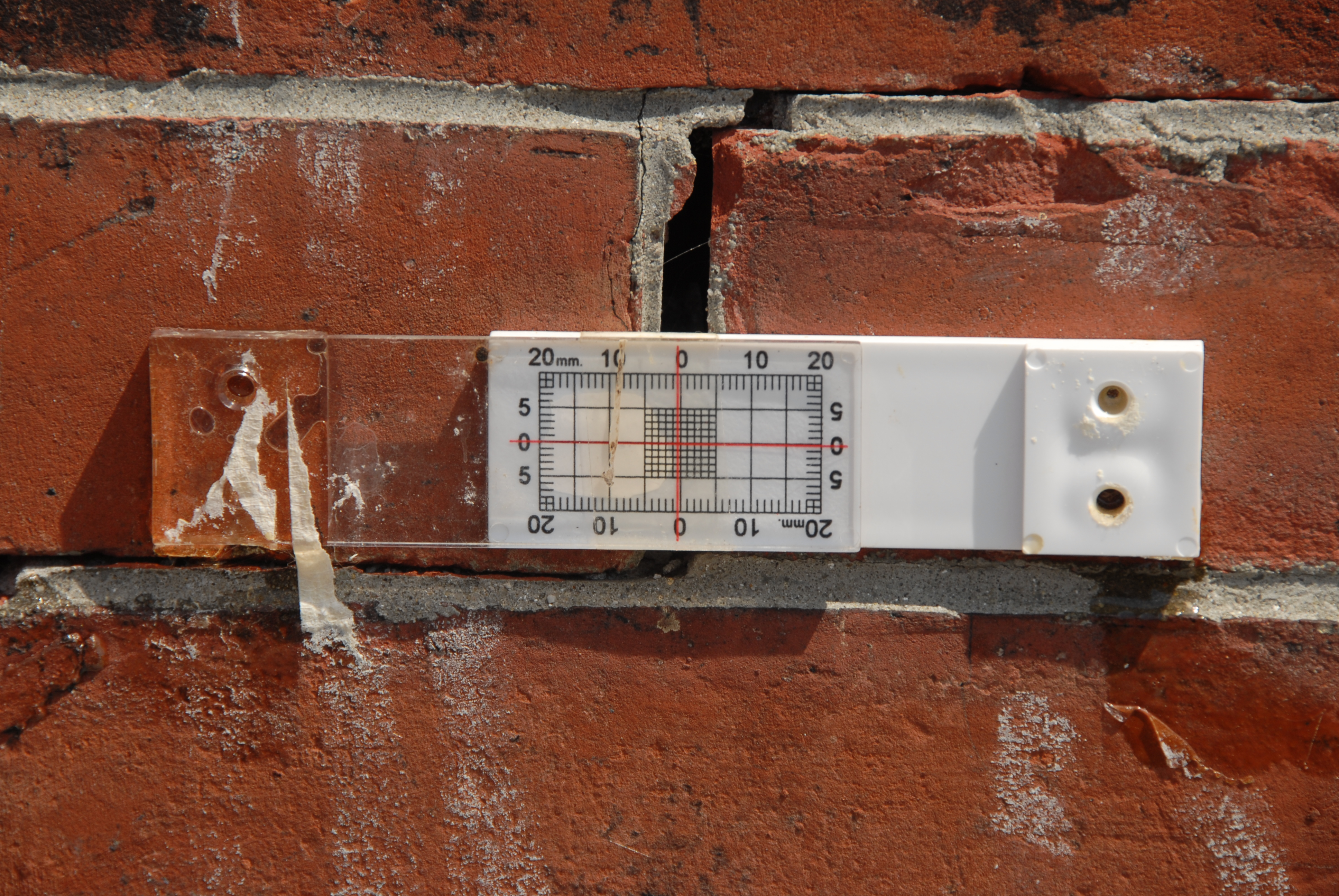
Механічний тензометричний датчик для вимірювання деформації стіни.

Тензометр (від лат. tensus — напружений і … метр) — прилад для вимірювання деформацій, що викликаються механічним навантаженням в твердих тілах. Застосовується при дослідженні розподілу деформацій в деталях машин, конструкцій і споруд, а також при механічних випробуваннях матеріалів.
Існує багато способів вимірювання деформацій: тензорезистивні, оптико-поляризаційний, волоконно-оптичний, або простим зчитуванням показань з лінійки механічного тензодатчика. Найпоширеніші електротензометри-опори, основним елементом яких служить тензорезисторний датчик (див. Тензодатчик).

## Конструкція

Тензометричний датчик являє собою підкладку, на яку наклеєно декілька витків тонкого проводу (спеціальний сплав), або металевої фольги, як показано на рис. б. Датчик наклеюється на чутливий елемент, що сприймає навантаження F, з орієнтацією довгої осі датчика по лінії дії сили, що контролюється. Цим елементом може бути будь-яка конструкція, що перебуває під впливом сили F і працює в межах пружної деформації. Цієї ж деформації зазнає і тензодатчик, при цьому провідник датчика довшає або скорочується по довгій осі його установки. Останнє приводить до зміни його омічного опору за відомою з електротехніки формулою R=ρl/S.

## Застосування

Тензодатчики можуть бути використані при контролі продуктивності стрічкових конвеєрів, вимірюванні маси транспортних засобів (автомобілів, залізничних вагонів), маси матеріалу в бункерах тощо.
Оцінка продуктивності конвеєра заснована на зважуванні певної ділянки навантаженої матеріалом стрічки при постійній швидкості її руху. Вертикальне переміщення вагової платформи (2), встановленої на пружних зв'язках, викликане масою матеріалу на стрічці, передається на плунжер індукційно-трансформаторного перетворювача (ІТП), який формує інформацію на вторинний прилад (Uвих).
Для зважування залізничних вагонів, навантажених автомобілів вагова платформа (4) спирається на тензометричні блоки (5), що являють собою металеві опори з наклеєними тензометричними датчиками, які випробовують пружну деформацію, що залежить від маси об'єкта зважування.

## Окремі різновиди

### Тензометр Гугенбергера
Тензометр Гугенбергера є одним з найбільш відомих і широко використовуваних засобів вимірювань. Корпус його має в нижній частині поперечину з нерухомою призмою, яка разом з рухомою призмою визначає базу ℓ вимірювань. Зміна довжини бази при деформації деталі приводить до повороту рухомої призми і пов'язаного з нею важеля. Відхилення вершини важеля передається через траверсу на стрілку, яка повертається в шарнірі і переміщається перед дзеркальною шкалою. Траверса спирається на штифти, до яких вона притискається натягненням пружини. Пружина вибирає зазори в з'єднаннях для усунення мертвого ходу. Гвинт осі стрілки дозволяє поставити її в закріпленому тензометрі на будь-яке місце шкали, а також переставляти стрілку при вимірюваннях деформацій, більших, ніж деформація, відповідна даній шкалі. Високу точність вимірювань тензометра забезпечують призми, які входять у всі його зчленування. Збільшення тензометра змінюється в діапазоні 300—2000, діапазон вимірювання без перестановки покажчика — 5 мкм, маса — 0,0 28 кг. Встановлюється прилад за допомогою струбцини. Шкала тензометра з базою 20 мм має 50 ділень. Простота схеми, висока точність, невелика маса зумовили широке використання приладу. Проте тензометр Гугенбергера непридатний для вимірювання швидкозмінних деформацій і при значній вібрації. Утруднена і робота з тензометром на відкритому повітрі.